# Bunjong Thongsuk
Bunjong Thongsuk (thailändisch บุญจง ทองสุก, * 21. Januar 1983 in Surin) ist ein ehemaliger thailändischer Fußballspieler.

## Karriere
Bunjong Thongsuk stand bis Ende 2012 beim Phitsanulok FC unter Vertrag. Wo er vorher gespielt hat, ist unbekannt. Der Verein aus Phitsanulok spielte in der dritten Liga, der damaligen Regional League Division 2. Hier trat man in der Northern Region an. 2013 unterschrieb er einen Vertrag beim Krabi FC. Mit dem Verein aus Krabi spielte er in der zweiten Liga, der Thai Premier League Division 1. Die Hinserie 2014 wurde er an den Erstligisten PTT Rayong FC nach Rayong ausgeliehen. Mit Rayong spielte er einmal in der ersten Liga. Hier stand er am 21. Juni 2014 im Spiel gegen Bangkok Glass in der Startelf. Nach Vertragsende in Krabi wechselte er Anfang 2015 nach Lampang. Hier schloss er sich dem Drittligisten Lampang FC an. Mit Lampang wurde er Ende 2015 Meister der Northern Region und stieg anschließend in die zweite Liga auf.
Nach dem Aufstieg beendete er Ende 2015 seine Karriere als Fußballspieler.

## Erfolge
Lampang FC
- Regional League Division 2 – North: 2015  ▲